# Битва под Друей
Битва под Друей — сражение февраля 1661 года, в котором русское войско во главе с князем Иваном Хованским победило войско Речи Посполитой под командованием полковника Кароля Лисовского, в ходе боя он был взят в плен. Несмотря на тактическую победу, Хованский после битвы отошёл в Великие Луки в ожидании подкрепления.